# Boule à écrire de Hansen

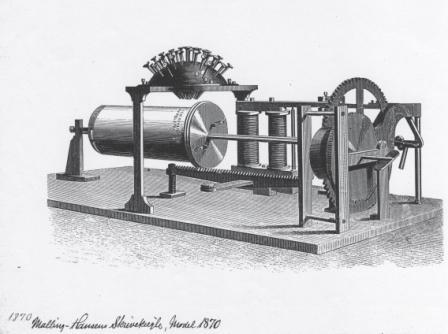
Modèle de 1870.

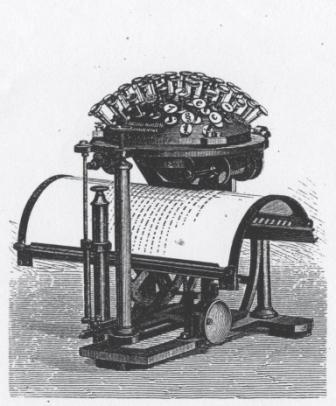
Modèle de 1878.

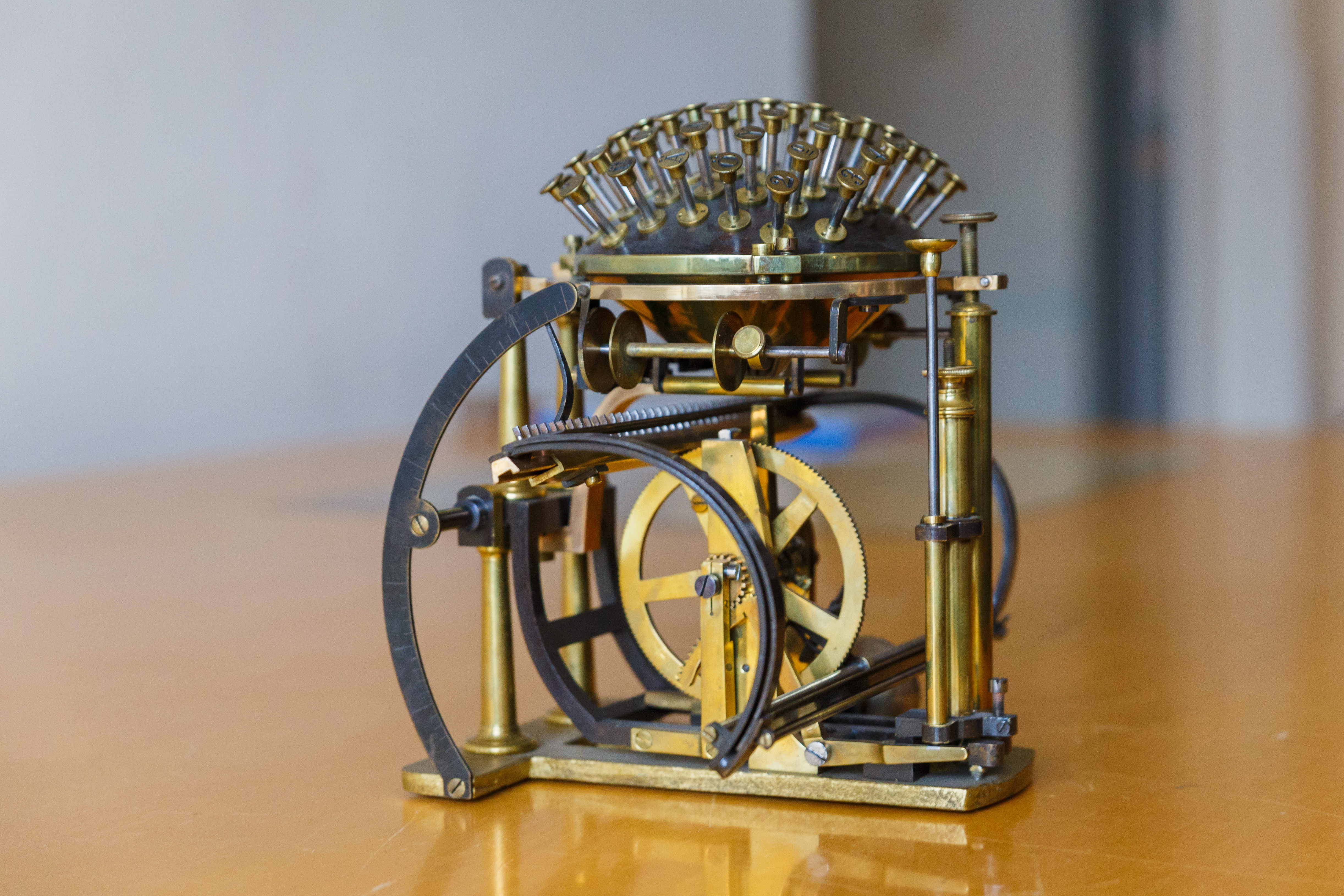
Boule à écrire de Hansen aux Technische Sammlungen de Dresde.

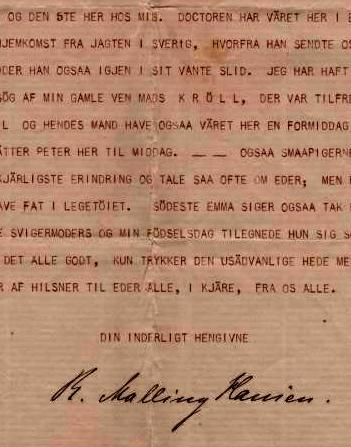
Lettre à son frère Jørgen tapée avec la boule à écrire par Rasmus Malling-Hansen en 1872.

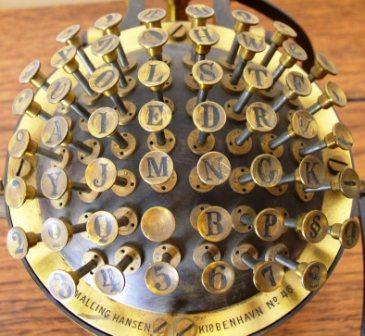
Vue du dessus du clavier de la boule à écrire.

La boule à écrire de Hansen est une machine à écrire. Elle a été inventée en 1865, puis brevetée, et mise en production en 1870, ce qui en fait la première machine à écrire produite dans un but commercial.

## Conception
La boule à écrire (en Danois skrivekugle) est inventée en 1865 par le révérend Rasmus Malling-Hansen (1835–1890) directeur du Royal Institute for the Deaf-Mutes (Institut royal pour les sourds et muets) à Copenhague. La commercialisation démarra en 1870 et environ 180 machines furent produites avant la mort de l'inventeur.
La boule Hansen est une combinaison inhabituelle d'innovations ergonomiques et de design : 
- un arrangement de 52 touches à piston sur un large hémisphère en laiton, l'ensemble ressemblant à une grande pelote à épingles ;
- un ruban fait à partir de papier carbonisé ;
- les lettres les plus fréquentes positionnées sous les doigts au repos ;
- les consonnes du côté droit, et les voyelles du côté gauche.

En 1875, la boule est encore améliorée en ajoutant :
- un mécanisme à échappement pour faire défiler la feuille ;
- un support de feuille demi-cylindrique ;
- de nouvelles touches : espace, tabulation, retour à ligne, changement de ligne ;
- une cloche pour indiquer la fin de la ligne.

L'objectif de l'inventeur était de créer une machine plus rapide que le crayon. Les touches avec une indication en braille n'arriveront qu'en 1978.

## Notoriété et récompenses
La boule à écrire de Hansen a gagné de nombreux prix durant les années 1870 et a été exposée en 1873 à la grande exposition industrielle de Copenhague et à l'exposition universelle de Vienne puis à l'exposition universelle de 1878 à Paris.
La boule s'est vendue dans de nombreux pays d'Europe et est restée en usage dans les bureaux londoniens au moins jusqu'en 1909. Néanmoins, en raison de sa fabrication artisanale elle a été supplantée sur le marché par la machine à écrire Sholes et Glidden que E. Remington and Sons commence à fabriquer industriellement en 1873. De nos jours, une boule à écrire Hansen peut se vendre quelques centaines de milliers de dollars aux enchères.

## Nietzsche
En 1881, alors qu'il commence à avoir de sérieux problèmes de vue, Friedrich Nietzsche veut se procurer une machine pour continuer à écrire. Entré en contact avec Malling-Hansen, il reçoit sa boule à écrire en 1882. Il s'agit du dernier modèle, portable et de grand format, numéro de série 125. Environ soixante manuscrits ont été rédigés par Nietzsche sur sa boule à écrire. Nietzsche a prétendu que ses pensées étaient influencées par l'usage d'une machine à écrire  (« Our writing instruments contribute to our thoughts, 1882).